# El Chavo Kart

El Chavo Kart ( Chaves Kart у Бразилії) — це гоночна гра для картингу 2014 року, створена колумбійським розробником Efecto Studios і мексиканським розробником Slang і опублікована Televisa Home Entertainment для Xbox 360 і PlayStation 3 . Перетворення гри також було випущено на Android, але пізніше було видалено. У грі представлені майже всі персонажі El Chavo: The Animated Series (окрім Джайміто та Глорії ), а треки частково засновані на місцях із мультсеріалу. У 2020 році вийшла оновлена версія гри для iOS і Android з оновленим художнім стилем, що нагадує Funko POP! іграшки.

## Ігровий процес
El Chavo Kart — це гоночна гра на основі талісманів, подібна до Konami Krazy Racers, Nicktoons Racing, Mickey's Speedway USA, Diddy Kong Racing, Crash Team Racing і серії Mario Kart . Гравці можуть змагатися як персонажі серіалу (за винятком Джаміто та Глорії), а також на трасах, заснованих на місцях із мультсеріалу.
Гра пропонує три режими гри: Кубки, Виставка та Виклики. У «Кубках» гравець може розблокувати персонажів, а в кінці «Викликів» розблоковуються сценарії та траси. Під час перегонів гравець може збирати бонуси, які можна використати, щоб отримати користь і отримати перевагу в перегонах. Композиції включають в себе особливості серіалу та сценарії, такі як стадіон Ацтека, місто Акапулько, стадіон Маракана в Ріо-де-Жанейро, а також стадіон TFC у Тулузі . На кожній трасі можна мчати у зворотному напрямку та включати альтернативні шляхи, пастки та перешкоди. У грі є локальна багатокористувацька гра, що дозволяє одночасно змагатися один з одним до чотирьох гравців. У грі є 45 трофеїв або досягнень, які можна розблокувати, щоб прогресувати в грі.

## Розвиток
El Chavo Kart був оголошений Роберто Гомесом Фернандесом, сином мексиканського коміка та творця серіалу Роберто Гомеса Боланьоса, відомого як «Чеспіріто», приуроченого до 85-річчя Боланьоса в 2014 році, який також став роком смерті Боланьоса.  У грі свої ролі повторили актори озвучення мультсеріалу.
Гра розроблена за допомогою Unreal Engine 3 і містить графіку, що імітує художній стиль серії. Кожен персонаж має різні анімації, які з’являються в гонках, коли гравець б’є, стрибає або виграє гонку. Крім того, команда розробників зайняла більше двох років, а також за участю близько 150 осіб у студії.
У бразильській версії гри (де їй дано назву Chaves Kart ) зображено Корковадо з Ріо-де-Жанейро як фонове зображення на обкладинці гри. Французька версія гри (де вона також має назву Course avec Charlie ) також містить Піренеї Тулузи як фонове зображення на обкладинці гри для Xbox 360.

## Рецепція
El Chavo Kart отримав неоднозначні відгуки.